# Coupe d'Espagne de cyclo-cross 2018
Navigation
2017 2019
La Coupe d'Espagne de cyclo-cross 2018 est la 3e édition de la Coupe d'Espagne de cyclo-cross. Elle est composée de 3 manches. La première à Llodio, le 27 octobre 2018, la deuxième à Elorrio, le 28 octobre 2018 et la troisième à Karrantza, le 11 novembre 2018. Une quatrième était prévue à Valence, le 16 décembre 2018 mais a finalement été annulée.

## Hommes élites

### Résultats
| # | Date        | Lieu                                                        | Vainqueur         | Deuxième          | Troisième              | Leader du classement général |
| - | ----------- | ----------------------------------------------------------- | ----------------- | ----------------- | ---------------------- | ---------------------------- |
| 1 | 27 octobre  | Llodio (XXXI Ziklokross Laudio)                             | Felipe Orts       | Vincent Baestaens | Antoine Benoist        | Felipe Orts                  |
| 2 | 28 octobre  | Elorrio (Elorrioko Basqueland Ziklokrosa)                   | Vincent Baestaens | Felipe Orts       | Aitor Hernández        | Felipe Orts                  |
| 3 | 11 novembre | Karrantza (XXVI Ciclocross Karrantza)                       | Ismael Esteban    | Felipe Orts       | Kevin Suárez Fernández | Felipe Orts                  |
| 4 | 16 décembre | Valence (XXIII Ciclocross Internacional Ciudad de Valencia) | Annulée           | Annulée           | Annulée                | Felipe Orts                  |

### Classement
|    | Coureur                  | Points |
| -- | ------------------------ | ------ |
| 1  | Felipe Orts              | 65     |
| 2  | Vincent Baestaens        | 45     |
| 3  | Aitor Hernández          | 39     |
| 4  | Ismael Esteban           | 36     |
| 5  | Kevin Suárez Fernández   | 34     |
| 6  | Thijs Aerts              | 28     |
| 7  | Antoine Benoist          | 23     |
| 8  | David Menut              | 22     |
| 9  | Braam Merlier            | 18     |
| 10 | Javier Ruiz de Larrinaga | 17     |

## Femmes élites

### Résultats
| # | Date        | Lieu                                                        | Vainqueur             | Deuxième              | Troisième             | Leader du classement général |
| - | ----------- | ----------------------------------------------------------- | --------------------- | --------------------- | --------------------- | ---------------------------- |
| 1 | 27 octobre  | Llodio (XXXI Ziklokross Laudio)                             | Aida Nuño Palacio     | Lucía González Blanco | Manon Bakker          | Aida Nuño Palacio            |
| 2 | 28 octobre  | Elorrio (Elorrioko Basqueland Ziklokrosa)                   | Aida Nuño Palacio     | Helen Wyman           | Lucía González Blanco | Aida Nuño Palacio            |
| 3 | 11 novembre | Karrantza (XXVI Ciclocross Karrantza)                       | Lucía González Blanco | Aida Nuño Palacio     | Lily Williams         | Aida Nuño Palacio            |
| 4 | 16 décembre | Valence (XXIII Ciclocross Internacional Ciudad de Valencia) | Annulée               | Annulée               | Annulée               | Aida Nuño Palacio            |

### Classement
|    | Coureuse               | Points |
| -- | ---------------------- | ------ |
| 1  | Aida Nuño Palacio      | 70     |
| 2  | Lucía González Blanco  | 61     |
| 3  | Helen Wyman            | 34     |
| 4  | Manon Bakker           | 30     |
| 5  | Elena Lloret Llinares  | 28     |
| 6  | Luisa Ibarrola         | 24     |
| 7  | Anaïs Grimault         | 24     |
| 8  | Irene Trabazo          | 21     |
| 9  | Joyce Vanderbeken      | 20     |
| 10 | Olatz Odriozola Mujika | 19     |